# Heliophanus aeneus
Heliophanus aeneus este o specie de păianjeni din genul Heliophanus, familia Salticidae. A fost descrisă pentru prima dată de Otto Hahn în anul 1832. Conform Catalogue of Life specia Heliophanus aeneus nu are subspecii cunoscute.